# Friedrich Ring
Friedrich Ring (* 23. Oktober 1915 in Neunkirchen (Saar); † 1. Mai 1964 in Greifswald) war ein deutscher Militärarzt und Politiker sowie Parteifunktionär der DDR-Blockpartei NDPD. Er war Chef des Medizinischen Dienstes der Seestreitkräfte der Nationalen Volksarmee (NVA) der DDR.

## Leben
Ring, Sohn eines Studienrates, besuchte von 1922 bis 1926 die Volksschule und von 1926 bis 1935 das Staatliche Gymnasium in Köln-Mülheim. Er trat im April 1932 der Hitlerjugend bei. Von 1935 bis 1937 leistete er seinen Wehrdienst, zuletzt als Unteroffizier im Sanitätsdienst. Von 1936 bis 1942 studierte er Medizin an den Universitäten Bonn, Breslau und Jena. Ring trat zum 1. Mai 1937 der NSDAP bei (Mitgliedsnummer 4.907.023). 1939 war er Sanitätsunteroffizier im Standortlazarett Münster und 1941/42 in einer Studentenkompanie in Jena. Im Jahr 1942 wurde er (als Fritz Ring) an der Universität Jena mit einer Schrift Über den physiologischen Nutzwert des Nahrungseiweiss beim Menschen: Untersuchungen an Haferflocken, Erbsen und Weizengrieß zum Dr. med. promoviert. Bis Oktober 1942 war er Unterarzt der Reserve im Standortlazarett Sangerhausen.
Er leistete Kriegsdienst als Bataillonsarzt, Regimentsarzt und Oberarzt auf Hauptverbandsplätzen und Feldlazaretten. Bei Kriegsende im Mai 1945 geriet er als Major in Rumänien in sowjetische Gefangenschaft. Er wurde Lehrer an der Antifa-Schule in Rjasan, einer seiner Schüler dort war Hans Modrow.
Nach seiner Entlassung aus der Kriegsgefangenschaft im Juli 1949 ging Ring in die Sowjetische Besatzungszone. Er wurde Mitglied der National-Demokratischen Partei Deutschlands (NDPD) und war von August 1949 bis Juli 1952 Abteilungsleiter in deren Hauptvorstand. Von 1950 bis 1951 war er Abgeordneter des Landtages Mecklenburg-Vorpommern. Von 1951 bis 1953 absolvierte er ein Fernstudium an der Deutschen Verwaltungsakademie in Forst Zinna. Er war 1952 bis 1954 stellvertretender Vorsitzender des Rates des Bezirkes Potsdam.
Vom 15. Oktober 1952 bis 1956 war er Leiter der Abteilung Heilwesen in der Medizinischen Verwaltung der Kasernierten Volkspolizei bzw. der Medizinischen Verwaltung des Ministeriums des Innern der DDR. Bei Gründung der NVA am 1. März 1956 wurde er Leiter der Medizinischen Verwaltung der NVA. Vom 1. März 1957 bis 28. Februar 1962 war er Chef des Medizinischen Dienstes der Volksmarine mit dem Dienstgrad Kapitän zur See.  Nach kurzer Tätigkeit als Wissenschaftlicher Direktor der Akademie für Ärztliche Fortbildung der DDR in Berlin und dem Weggang von Oberst Karlheinz Kelch wurde Kapitän zur See Ring reaktiviert und am 1. Februar 1964 an die Militärmedizinische Sektion an der Ernst-Moritz-Arndt-Universität Greifswald berufen. Er wurde Direktor des Instituts für Organisation und Taktik des medizinischen Dienstes (OTMD) und Leiter der „Abteilung für Geschichte der Militärmedizin“. Ab 1. September 1962 war er gleichzeitig als Chefredakteur der Zeitschrift für Militärmedizin tätig.
Ring veröffentlichte Abhandlungen über die Militärmedizin und trat auch als Schriftsteller hervor.
Ring verstarb im Alter von 48 Jahren an den Folgen eines Herzinfarkts.

## Auszeichnungen
- Ehrentitel „Verdienter Arzt des Volkes“ (1959)
- Verdienstmedaille der Nationalen Volksarmee in Bronze und Silber
- Medaille für treue Dienste in der Nationalen Volksarmee in Bronze und Silber
- Ernst-Moritz-Arndt-Medaille
- Verleihung des Titels Obermedizinalrat

## Publikationen
- Zur Geschichte der Militärmedizin in Deutschland. Deutscher Militärverlag, Berlin 1962.
- Stabsarzt Dr. Lauterbach. Verlag der Nation, Berlin 1962 (8. Auflage 1974; polnische Übersetzung erschienen bei Wydawnictwo poznańskie, Posen 1965).
- Kriegsgefangener Dr. Lauterbach. Verlag der Nation, Berlin 1967 (4. Auflage 1976).